# Lekkoatletyka na Letnich Igrzyskach Paraolimpijskich 2004 – rzut oszczepem kl. F54 mężczyzn
W rzucie oszczepem kl. F54 (zawodnicy na wózkach inwalidzkich) mężczyzn podczas Letnich Igrzysk Paraolimpijskich 2004 rywalizowało ze sobą 7 zawodników.

## Wyniki

### Finał
| Poz. | Zawodnik         | Narodowość | Rezultat | Uwagi |
| ---- | ---------------- | ---------- | -------- | ----- |
| 1    | Luis Zepeda      | Meksyk     | 26.89    | WR    |
| 2    | Rauno Saunavaara | Finlandia  | 26.79    |       |
| 3    | Avaz Azmoodeh    | Iran       | 26.16    |       |
| 4    | Markku Niinimaki | Finlandia  | 24.76    |       |
| 5    | Bruce Wallrodt   | Australia  | 24.25    |       |
| 6    | Frantisek Purgl  | Czechy     | 22.42    |       |
| 7    | Rene Schwarz     | Austria    | 18.93    |       |